# Floridosentis elangatus
Floridosentis elangatus is een soort haakworm uit het geslacht Floridosentis. De worm behoort tot de familie Neoechinorhynchidae. Floridosentis elangatus werd in 1953 beschreven door Ward.